# Simone Bolelli
Simone Bolelli (* 8. Oktober 1985 in Bologna) ist ein italienischer Tennisspieler.

## Karriere
Auf der ATP World Tour konnte Bolelli noch keinen Einzeltitel gewinnen. Bei den BMW Open in München 2008 erreichte er sein erstes und bislang einziges ATP-Finale, in dem er sich dem Chilenen Fernando González geschlagen geben musste.
Auf der ATP Challenger Tour gewann er 2006 die Turniere in Biella und Como, 2007 in Tunis und Bratislava sowie 2010 in Turin und 2011 in Rom. Im Jahr 2012 sicherte er sich den Titel in Florianópolis und Recanati, 2014 in Bergamo gegen Jan-Lennard Struff. Im Doppel gewann Bolelli 2006 mit Davide Sanguinetti das Turnier in Recanti und 2008 mit Andreas Seppi in Bergamo. Bei den Olympischen Spielen 2008 schied er mit Seppi in der ersten Runde gegen die späteren Goldmedaillengewinner Roger Federer und Stan Wawrinka aus.
2007 bis 2009 spielte Bolelli für die italienische Davis-Cup-Mannschaft. Er bestritt in diesem Zeitraum sieben Partien, von denen er drei gewann. Beim Davis Cup 2007 gegen Israel verlor er gegen Noam Okun, gewann aber gegen Dudi Sela. Beim Davis Cup 2008 gegen Kroatien verlor er das Einzel gegen Ivo Karlović wie auch das Doppel mit Potito Starace gegen Mario Ančić und Marin Čilić, dagegen gewann er sein Einzel gegen Ančić. 2009 trat Bolelli aus der Davis-Cup-Mannschaft zurück, um sich ganz auf seine eigene Karriere zu konzentrieren, die damals ihren Höhepunkt (bestes Ranking mit Platz 36 am 23. Februar 2009) erreicht hatte.
Am 1. Februar 2010 fiel Bolelli erstmals seit drei Jahren aus den Top 100. 2010 kehrte er in die Davis-Cup-Mannschaft zurück und im September 2011 gegen Chile trug er mit einem Sieg im Einzel und dem im Doppel mit Fabio Fognini zum Aufstieg Italiens in die Weltgruppe bei. Bei der Erstrundenbegegnung der Weltgruppe im Februar 2012 gegen Tschechien feierte Bolelli den einzigen Sieg seiner Mannschaft (6:4, 6:4 gegen František Čermák). 2011 gewann er dann die Doppelkonkurrenz bei den BMW Open in München, als er zusammen mit Horacio Zeballos gegen Andreas Beck und Christopher Kas mit 7:6, 6:4 gewann. Im selben Jahr gelang ihm beim ATP-Turnier in Umag mit Landsmann Fognini gegen Marin Čilić und Lovro Zovko mit 6:3, 5:7, [10:7] sein zweiter Doppelerfolg auf der Tour.
Bei den Australian Open erreichte Bolelli 2012 mit Fognini die zweite Runde, damit verbesserte er sich im Doppel auf Position 37. Im Einzel verbesserte er sich durch den Endspielsieg gegen Blaž Kavčič beim Challenger-Turnier in Florianópolis auf Platz 110. Im Februar 2013 feierte er zusammen mit Fognini in Buenos Aires im Finale gegen Simon Stadler und Nicholas Monroe seinen dritten Doppeltitel. Seinen vierten gewann er 2015 erneut an der Seite von Fognini bei den Australian Open; es war sein erster Grand-Slam-Titel. Im Doppel stand er damit auf Rang 27, seine neue Bestmarke.

## Erfolge
| Legende (Anzahl der Siege)  |
| Grand Slam (1)              |
| ATP World Tour Finals       |
| ATP World Tour Masters 1000 |
| ATP Tour 500 (7)            |
| ATP Tour 250 (10)           |
| ATP Challenger Tour (16)    |

| ATP-Titel nach Belag |
| Hartplatz (6)        |
| Sand (10)            |
| Rasen (2)            |

### Einzel

#### Turniersiege
| Nr. | Datum             | Turnier       | Belag         | Finalgegner        | Ergebnis       |
| --- | ----------------- | ------------- | ------------- | ------------------ | -------------- |
| 1.  | 9. Juli 2006      | Biella        | Sand          | Ivo Minář          | 7:5, 3:6, 7:60 |
| 2.  | 3. September 2006 | Como          | Sand          | Federico Luzzi     | 4:6, 6:3, 6:2  |
| 3.  | 6. Mai 2007       | Tunis (1)     | Sand          | Andrei Pavel       | 4:6, 7:64, 6:2 |
| 4.  | 11. November 2007 | Bratislava    | Hartplatz (i) | Alejandro Falla    | 4:6, 7:67, 6:1 |
| 5.  | 4. Juli 2010      | Turin         | Sand          | Potito Starace     | 7:67, 6:2      |
| 6.  | 7. Mai 2011       | Rom           | Sand          | Eduardo Schwank    | 2:6, 6:1, 6:3  |
| 7.  | 4. März 2012      | Florianópolis | Sand          | Blaž Kavčič        | 6:3, 6:4       |
| 8.  | 22. Juli 2012     | Recanati      | Hartplatz     | Fabrice Martin     | 6:3, 6:2       |
| 9.  | 16. Februar 2014  | Bergamo       | Hartplatz (i) | Jan-Lennard Struff | 7:66, 6:4      |
| 10. | 27. April 2014    | Vercelli      | Sand          | Mate Delić         | 6:2, 6:2       |
| 11. | 4. Mai 2014       | Tunis (2)     | Sand          | Julian Reister     | 6:4, 6:2       |
| 12. | 27. Juli 2014     | Oberstaufen   | Sand          | Michael Berrer     | 6:4, 7:62      |

#### Finalteilnahmen
| Nr. | Datum       | Turnier | Belag | Finalgegner       | Ergebnis        |
| --- | ----------- | ------- | ----- | ----------------- | --------------- |
| 1.  | 4. Mai 2008 | München | Sand  | Fernando González | 6:74, 7:64, 3:6 |

### Doppel

#### Turniersiege

##### ATP World Tour
| Nr. | Datum            | Turnier           | Belag         | Partner          | Finalgegner                         | Ergebnis          |
| --- | ---------------- | ----------------- | ------------- | ---------------- | ----------------------------------- | ----------------- |
| 1.  | 24. April 2011   | München           | Sand          | Horacio Zeballos | Andreas Beck Christopher Kas        | 7:63, 6:4         |
| 2.  | 25. Juli 2011    | Umag (1)          | Sand          | Fabio Fognini    | Marin Čilić Lovro Zovko             | 6:3, 5:7, [10:7]  |
| 3.  | 24. Februar 2013 | Buenos Aires (1)  | Sand          | Fabio Fognini    | Simon Stadler Nicholas Monroe       | 6:3, 6:2          |
| 4.  | 31. Januar 2015  | Australian Open   | Hartplatz     | Fabio Fognini    | Pierre-Hugues Herbert Nicolas Mahut | 6:4, 6:4          |
| 5.  | 27. Februar 2016 | Dubai             | Hartplatz     | Andreas Seppi    | Feliciano López Marc López          | 6:2, 3:6, [14:12] |
| 6.  | 14. März 2021    | Santiago de Chile | Sand          | Máximo González  | Federico Delbonis Jaume Munar       | 7:64, 6:4         |
| 7.  | 29. Mai 2021     | Parma             | Sand          | Máximo González  | Oliver Marach Aisam-ul-Haq Qureshi  | 6:3, 6:3          |
| 8.  | 26. Juni 2021    | Mallorca          | Rasen         | Máximo González  | Novak Đoković Carlos Gómez Herrera  | kampflos          |
| 9.  | 20. Februar 2022 | Rio de Janeiro    | Sand          | Fabio Fognini    | Jamie Murray Bruno Soares           | 7:5, 6:72, [10:6] |
| 10. | 30. Juli 2022    | Umag (2)          | Sand          | Fabio Fognini    | Lloyd Glasspool Harri Heliövaara    | 5:7, 7:66, [10:7] |
| 11. | 19. Februar 2023 | Buenos Aires (2)  | Sand          | Fabio Fognini    | Nicolás Barrientos Ariel Behar      | 6:2, 6:4          |
| 12. | 18. Februar 2024 | Buenos Aires (3)  | Sand          | Andrea Vavassori | Marcel Granollers Horacio Zeballos  | 6:2, 7:66         |
| 13. | 23. Juni 2024    | Halle             | Rasen         | Andrea Vavassori | Kevin Krawietz Tim Pütz             | 7:63, 7:65        |
| 14. | 2. Oktober 2024  | Peking            | Hartplatz     | Andrea Vavassori | Harri Heliövaara Henry Patten       | 4:6, 6:3, [10:5]  |
| 15. | 11. Januar 2025  | Adelaide          | Hartplatz     | Andrea Vavassori | Kevin Krawietz Tim Pütz             | 4:6, 7:64, [11:9] |
| 16. | 9. Februar 2025  | Rotterdam         | Hartplatz (i) | Andrea Vavassori | Sander Gillé Jan Zieliński          | 6:2, 4:6, [10:6]  |
| 17. | 24. Mai 2025     | Hamburg           | Sand          | Andrea Vavassori | Andrés Molteni Fernando Romboli     | 6:4, 6:0          |
| 18. | 27. Juli 2025    | Washington        | Hartplatz     | Andrea Vavassori | Hugo Nys Édouard Roger-Vasselin     | 6:3, 6:4          |

##### ATP Challenger Tour
| Nr. | Datum           | Turnier      | Belag         | Partner              | Finalgegner                              | Ergebnis         |
| --- | --------------- | ------------ | ------------- | -------------------- | ---------------------------------------- | ---------------- |
| 1.  | 30. Juli 2006   | Recanati     | Hartplatz     | Davide Sanguinetti   | Sebastian Rieschick Viktor Troicki       | 6:1, 3:6, [10:4] |
| 2.  | 9. Februar 2008 | Bergamo      | Hartplatz (i) | Andreas Seppi        | Jamie Cerretani Igor Zelenay             | 6:3, 6:0         |
| 3.  | 13. Juli 2019   | Braunschweig | Sand          | Guillermo Durán      | Nathaniel Lammons Antonio Šančić         | 6:3, 6:2         |
| 4.  | 5. Oktober 2019 | Barcelona    | Sand          | David Vega Hernández | Sergio Martos Gornés Ramkumar Ramanathan | 6:4, 7:5         |

#### Finalteilnahmen
| Nr. | Datum              | Turnier         | Belag         | Partner           | Finalgegner                        | Ergebnis           |
| --- | ------------------ | --------------- | ------------- | ----------------- | ---------------------------------- | ------------------ |
| 1.  | 20. Oktober 2012   | Moskau (1)      | Hartplatz (i) | Daniele Bracciali | František Čermák Michal Mertiňák   | 5:7, 3:6           |
| 2.  | 2. März 2013       | Acapulco        | Sand          | Fabio Fognini     | Łukasz Kubot David Marrero         | 5:7, 2:6           |
| 3.  | 22. März 2015      | Indian Wells    | Hartplatz     | Fabio Fognini     | Vasek Pospisil Jack Sock           | 4:6, 7:63, [7:10]  |
| 4.  | 19. April 2015     | Monte Carlo     | Sand          | Fabio Fognini     | Bob Bryan Mike Bryan               | 6:73, 1:6          |
| 5.  | 18. Oktober 2015   | Shanghai        | Hartplatz     | Fabio Fognini     | Raven Klaasen Marcelo Melo         | 3:6, 3:6           |
| 6.  | 22. Juli 2018      | Båstad (1)      | Sand          | Fabio Fognini     | Julio Peralta Horacio Zeballos     | 3:6, 4:6           |
| 7.  | 22. September 2019 | St. Petersburg  | Hartplatz (i) | Matteo Berrettini | Divij Sharan Igor Zelenay          | 3:6, 6:3, [8:10]   |
| 8.  | 20. Oktober 2019   | Moskau (2)      | Hartplatz (i) | Andrés Molteni    | Marcelo Demoliner Matwé Middelkoop | 1:6, 2:6           |
| 9.  | 10. April 2021     | Cagliari        | Sand          | Andrés Molteni    | Lorenzo Sonego Andrea Vavassori    | 3:6, 4:6           |
| 10. | 22. Mai 2021       | Genf            | Sand          | Máximo González   | John Peers Michael Venus           | 2:6, 5:7           |
| 11. | 15. Januar 2022    | Sydney          | Hartplatz     | Fabio Fognini     | John Peers Filip Polášek           | 5:7, 5:7           |
| 12. | 17. Juli 2022      | Båstad (2)      | Sand          | Fabio Fognini     | Rafael Matos David Vega Hernández  | 4:6, 6:3, [11:13]  |
| 13. | 25. Juni 2023      | Halle (1)       | Rasen         | Andrea Vavassori  | Marcelo Melo John Peers            | 6:73, 6:3, [6:10]  |
| 14. | 29. Juli 2023      | Umag            | Sand          | Andrea Vavassori  | Blaž Rola Nino Serdarušić          | 6:4, 6:72, [13:15] |
| 15. | 27. Januar 2024    | Australian Open | Hartplatz     | Andrea Vavassori  | Rohan Bopanna Matthew Ebden        | 6:70, 5:7          |
| 16. | 8. Juni 2024       | French Open     | Sand          | Andrea Vavassori  | Marcelo Arévalo Mate Pavić         | 5:7, 3:6           |
| 17. | 25. Januar 2025    | Australian Open | Hartplatz     | Andrea Vavassori  | Harri Heliövaara Henry Patten      | 7:616, 6:75, 3:6   |
| 18. | 22. Juni 2025      | Halle (2)       | Rasen         | Andrea Vavassori  | Kevin Krawietz Tim Pütz            | 3:6, 6:74          |

## Abschneiden bei Grand-Slam-Turnieren

### Einzel
| Turnier         | 2005 | 2006 | 2007 | 2008 | 2009 | 2010 | 2011 | 2012 | 2013 | 2014 | 2015 | 2016 | 2017 | 2018 | 2019 | Karriere |
| --------------- | ---- | ---- | ---- | ---- | ---- | ---- | ---- | ---- | ---- | ---- | ---- | ---- | ---- | ---- | ---- | -------- |
| Australian Open | —    | —    | —    | 2    | 2    | 1    | Q2   | Q3   | 1    | —    | 2    | 2    | —    | —    | Q1   | 2        |
| French Open     | —    | —    | 2    | 3    | 2    | 1    | 2    | 1    | 1    | 2    | 3    | 1    | 2    | 1    | 1    | 3        |
| Wimbledon       | —    | Q3   | 2    | 3    | 2    | —    | 3    | 1    | 1    | 3    | 1    | —    | 2    | 2    | Q1   | 3        |
| US Open         | Q2   | Q1   | 2    | 1    | 1    | Q1   | —    | —    | —    | 2    | 1    | —    | Q3   | Q2   | —    | 2        |

Zeichenerklärung: S = Turniersieg; F, HF, VF, AF = Einzug ins Finale / Halbfinale / Viertelfinale / Achtelfinale; 1, 2, 3 = Ausscheiden in der 1. / 2. / 3. Hauptrunde; Q1, Q2, Q3 = Ausscheiden in der 1. / 2. / 3. Qualifikationsrunde; nicht ausgetragen

### Doppel
| Turnier         | 2007 | 2008 | 2009 | 2010 | 2011 | 2012 | 2013 | 2014 | 2015 | 2016 | 2017 | 2018 | 2019 | 2020 | 2021 | 2022 | 2023 | 2024 | 2025 | Karriere |
| --------------- | ---- | ---- | ---- | ---- | ---- | ---- | ---- | ---- | ---- | ---- | ---- | ---- | ---- | ---- | ---- | ---- | ---- | ---- | ---- | -------- |
| Australian Open | —    | 1    | VF   | AF   | —    | 2    | HF   | 2    | S    | 2    | —    | —    | 1    | AF   | AF   | VF   | 1    | F    | F    | S        |
| French Open     | 1    | 1    | 2    | —    | —    | 1    | —    | 2    | HF   | —    | 1    | 1    | —    | 2    | AF   | —    | 2    | F    | AF   | F        |
| Wimbledon       | 1    | 1    | 1    | —    | —    | —    | —    | 2    | 1    | —    | —    | —    | —    |      | HF   | —    | 2    | 1    | 2    | HF       |
| US Open         | 1    | 1    | AF   | —    | HF   | —    | —    | 1    | 1    | —    | AF   | 2    | —    | AF   | 2    | AF   | 1    | AF   |      | HF       |